# Ernst Otto Fischer
Ernst Otto Fischer (Solln, Alemanya 1918-2007) fou un químic i professor universitari alemany guardonat amb el Premi Nobel de Química pels seus treballs pioners en la química organometàl·lica.

## Biografia
Va néixer el 10 de novembre de 1918 a la població de Solln, situada prop de la ciutat de Múnic i a l'estat alemany de Baviera. Abans de completar els dos anys de servei militar obligatori va esclatar la Segona Guerra Mundial, i hagué de prestar servei al front de Polònia, França i Rússia. A finals de 1941 va començar a estudiar química a l'Institut Tecnològic de Múnic, on es graduà el 1949. Posteriorment realitzà la seva tesi doctoral sota la supervisió de Walter Hieber a l'Institut de Química inorgànica de Múnic, on es doctorà el 1952.
L'any 1957 fou designat professor de química a l'Institut Tecnològic de Múnic, aconseguint el 1964 el càrrec de Cap de Química Inorgànica.

## Recerca científica
Interessat en la química inorgànica des dels seus inicis continuà la seva recerca al voltant dels compostos organometàl·lics dels metalls de transició. Mitjançant la utilització d'espectres de difracció de raigs X va aconseguir trobar la seva constitució d'aquests compostos, demostrant com aquests contenien un àtom de ferro tancat entre dos anells de ciclopentandiè paral·lels, avui dia anomenats ferrocè.
El 1973 fou guardonat amb el Premi Nobel de Química, juntament amb el britànic Geoffrey Wilkinson, pels seus treballs sobre compostos organometàl·lics.